# Ronneby
Ronneby ist eine Stadt in der schwedischen Provinz Blekinge län und der historischen Provinz Blekinge.
Der Hauptort der gleichnamigen Gemeinde liegt am Fluss Ronnebyån und bekam 1387 zum ersten Mal die Stadtrechte verliehen. Nach zwischenzeitlichem Verlust ebendieser, konnten sie 1882 endgültig zurückgewonnen werden. Ronneby wird allgemein als Herz der Region, die den Beinamen "Garten von Schweden" trägt, angesehen. Das Motto Ronnebys ist "Der moderne Kurort".

## Geschichte

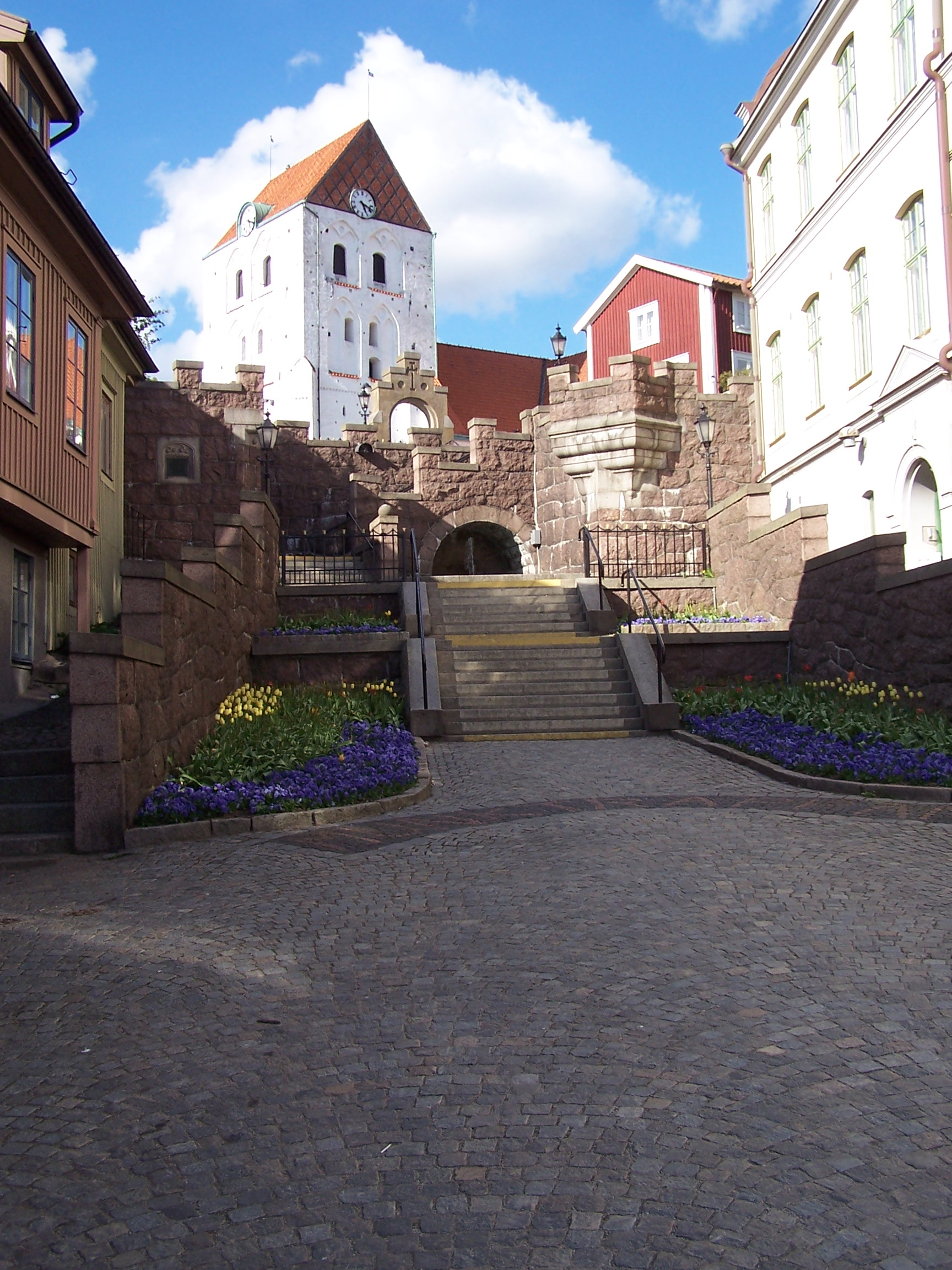
Mönchstreppe mit der Heilig-Kreuz-Kirche im Hintergrund

Auf frühgeschichtliche Spuren weisen die Gräberfelder Edestad sowie von Nötanabben.
Im 13. Jahrhundert war Ronneby die größte Stadt Blekinges, das bis zum Frieden von Roskilde 1658 zu Dänemark gehörte, und regionales Zentrum des Handels mit der Hanse. Im Jahre 1564 gab es hier eine blutige Schlacht zwischen dem dänischen und dem schwedischen Heer. In der Schlacht, die Teil des Dreikronenkrieges war, konnte der schwedische König Erik XIV. am 4. September die Stadt erobern, wonach er viele Einwohner töten ließ und den Ort niederbrannte. Nach der Annexion Blekinges 1658 etablierte Schweden im nahe gelegenen Karlskrona die Hauptbasis der Kriegsmarine und erkannte Ronneby die Stadtrechte zugunsten von Karlskrona ab. In der Folge verlor Ronneby seine Bedeutung.
Im 18. Jahrhundert entstanden in Ronneby einige Industrieanlagen und der Ort wuchs erneut. Nachdem 1775 entdeckt wurde, dass die Wasserquellen eisenreich sind, entwickelte sich Ronneby zu einer der bedeutendsten schwedischen Kurstädte. 1864 gab es einen weiteren verheerenden Brand in Ronneby, wonach der Ort wiedererrichtet wurde.

## Politik
Neben den in ganz Schweden etablierten größeren Parteien, gibt es in Ronneby seit 1994 die lokal tätige Ronnebypartei. Diese konnte 1998 6,3 % der Wählerstimmen erhalten und gewann damit drei Sitze im Gemeindeparlament. Bei den Wahlen von 2002 verlor die Partei einen Sitz.

## Kultur und Sehenswürdigkeiten
- Der Runenstein von Björketorp liegt etwa sieben Kilometer östlich von Ronneby
- Das Gräberfeld Hammarskulle
- Seit 1954 unterhält Ronneby eine Städtepartnerschaft mit Mänttä in Finnland und seit 1976 mit dem Berliner Bezirk Steglitz-Zehlendorf.
- Wallburg Borgaberget bei Levalunda

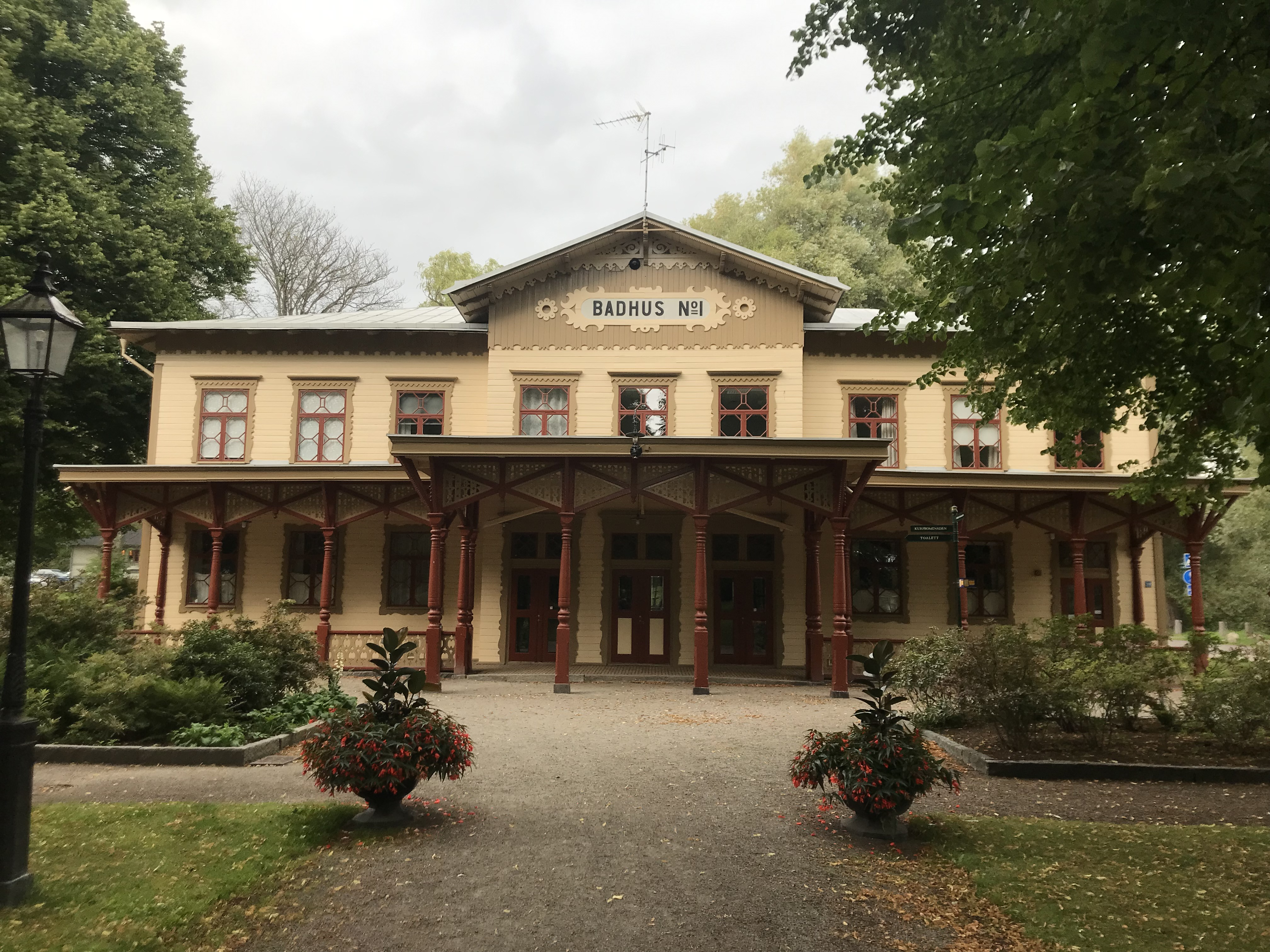
Badehaus

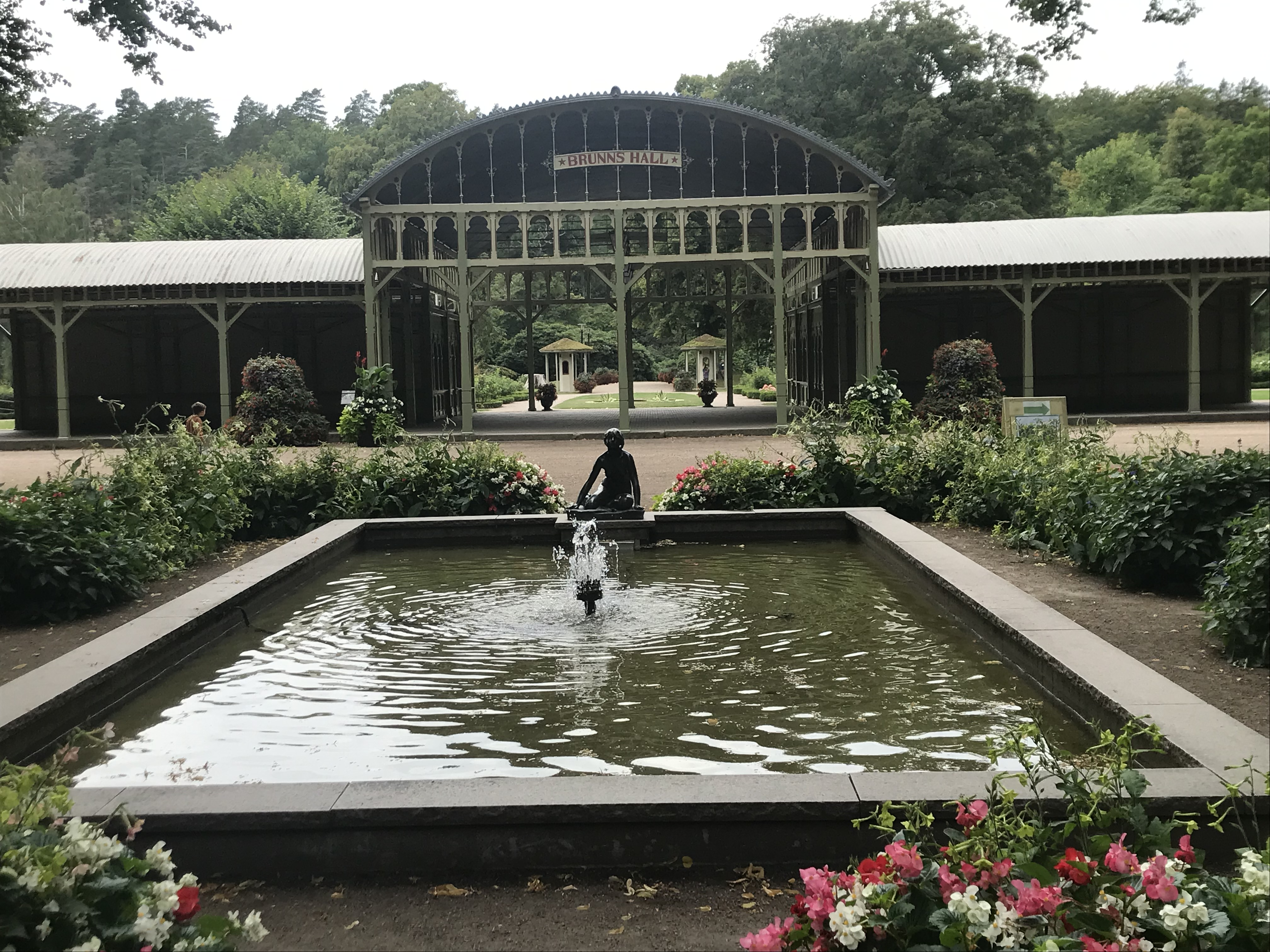
Brunnenhalle

### Bauwerke
Die Heliga Kors kyrka (Heilig-Kreuz-Kirche) aus dem 12. Jahrhundert ist wohl die älteste Sehenswürdigkeit der Stadt. Während des Dreikronenkrieges kam es im September 1564 zum Ronnebyer Blutbad: Viele Einwohner verschanzten sich in der Kirche, da sie hofften, dass ein heiliges Haus nicht angegriffen würde. Diese Hoffnung war vergebens; die Truppen verschafften sich mit Äxten, Hellebarden usw. Zutritt zur Kirche und töteten alle, die darin waren. Zeugnis vom gewaltsamen Eindringen geben die tiefen Kerben in der alten, schweren Eichentüre, die an der Nordwand angebracht ist.
Kanzel und Altar sind kunstvolle Holzschnitzereien des 17. Jahrhunderts. Die Kirche ist mit Kalkmalereien verziert, die an der Decke des Chores am besten erhalten sind. Sie zeigen unter anderem einen gefesselten Mann mit verbundenen Augen, der von verschiedenen Kräften (Geldgier, Fleischeslust, Teufel, Tod) mit Seilen angezogen wird, sich aber – soweit es ihm möglich ist – Jesu Christi zuwendet.

### Parks

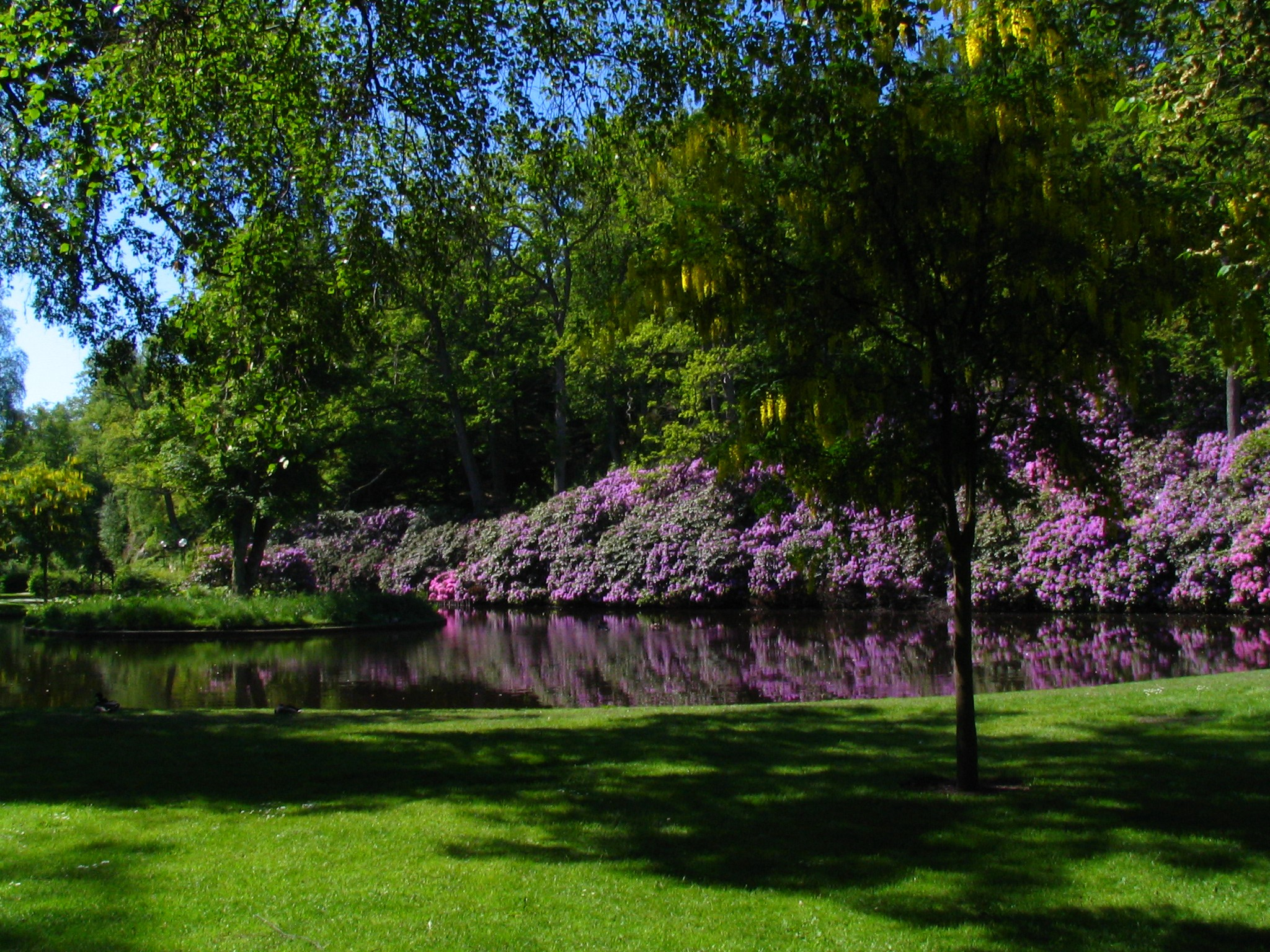
Rhododendron und See im Brunnspark

Der Kurpark Brunnspark ist 15 Minuten südlich der Stadt gelegen. Er hat einen gepflegten Gartenbereich mit Wasserfall, Seenlandschaft und üppig lila und weiß blühenden Rhododendren und einen bergigen Waldbereich mit Spazierweg, Badesee, Duftgarten und japanischem Garten. Die hölzernen Kurgebäude sind gut erhalten und beherbergen heute die Jugendherberge, ein Wiener Café mit abendlicher Livemusik, Verwaltung und ein Naturum (Informationen zu Wanderwegen etc. und Natur zum Anfassen). Benachbart sind einer der drei Standorte (Soft Center) des Blekinge Institute of Technology und ein Hotel mit öffentlichem Schwimmbad.

## Wirtschaft
In Ronneby existieren traditionell viele Werkstätten. Von Bedeutung ist auch der im Norden anschließende Flugplatz und eine hier stationierte Staffel der schwedischen Luftwaffe. Größter Arbeitgeber in Ronneby ist die Tarkett-Unternehmensgruppe. Sie produziert mit ca. 650 Mitarbeitern vor Ort elastische Bodenbeläge (PVC).

## Persönlichkeiten
- Haquin Spegel (1645–1714), lutherischer Theologe und Dichter
- Ove Almborn (1914–1992), Lichenologe
- Arne Isacsson (1917–2010), Kunstpädagoge und Maler
- Gertrud Zetterholm (1918–2020), Schriftstellerin und Journalistin
- Uno Svensson (1929–2012), Künstler
- Ann-Sofie Johansson (* 1963), Modedesignerin

## Sonstiges
Der Ort wird im achten Kapitel von Selma Lagerlöfs Roman Die wunderbare Reise des kleinen Nils Holgersson mit den Wildgänsen beschrieben.